# Kok
Kók (lat. coccus) je bakterija okrogle oblike. Take kroglaste bakterije se lahko nadalje združujejo v značilne vzorce, ki so pomembne zlasti pri identifikaciji bakterij:
- v pare združene koke imenujemo diplokoki,
- streptokoki so kroglaste bakterije, ki se združujejo v vrste ali verige,
- stafilokoki se združujejo v grozdaste strukture,
- sarcine se združujejo v paketke po osem ali več okroglastih bakterij,[3]
- skupine po štiri koke imenujemo tetrade.

## Etimologije
Latinska  beseda coccus je nastala iz grške besede kokkos, ki pomeni jagoda.